# Achraf Drif
Achraf Drif, né le 22 mars 1992 à Nancy en France, est un footballeur français qui joue au poste d'ailier gauche à l'AS La Jeunesse d'Esch.

## Biographie

### Jeunesse et formation
Formé au sein du club, la carrière du joueur débute au sein de l'AS Nancy-Lorraine, dans l'équipe réserve du club lorrain en quatrième division.

### Début en France en amateur
Il signe en 2011 un contrat avec le Jarville JF, club que le joueur a déjà connu dans sa jeunesse et qui évolue en CFA 2, la cinquième division française. 
Après avoir connu la relégation en 2013 et après une saison en Régional 1, il s'engage pour une saison au Lunéville FC, en Meurthe-et-Moselle en 2014.
Avec son nouveau club, il remporte la Coupe de Lorraine à l'issue de la saison.

### Départ au Luxembourg
Pour la première fois de sa carrière, le joueur quitte son pays natal en 2015 et rejoint le Luxembourg, en signant un contrat de trois ans avec l'US Hostert. Après une saison au club, il est proche de s'engager avec le RC Strasbourg tout juste promu en Ligue 2 mais l'arrivée de Thierry Laurey bouleverse les plans. La saison 2016-2017, il contribue à la montée du club en première division.
Après un passage réussi avec Hostert, le joueur s'engage avec le CS Fola Esch. Il remporte pour la première fois de sa carrière le championnat de BGL Ligue à l'issue de la saison 2020-2021.
En 2021, le joueur signe avec le FC Swift Hesperange. Il remporte le titre de champion de BGL Ligue à l'issue de la saison 2022-2023.
En 2023, le joueur rejoint l'AS La Jeunesse d'Esch, en BGL Ligue.

## Palmarès
| Lunéville FC (1) :                     | US Hostert :                             | CS Fola Esch (1) :                                   | FC Swift Hesperange (1) :     |
| -------------------------------------- | ---------------------------------------- | ---------------------------------------------------- | ----------------------------- |
| - Coupe de Lorraine - Vainqueur : 2015 | - Coupe du Luxembourg - Finaliste : 2018 | - BGL Ligue - Champion : 2021 - Vice-champion : 2019 | - BGL Ligue - Champion : 2023 |